# Maserati Tipo 61
Maserati Tipo 60/61 är en sportvagn, tillverkad av den italienska biltillverkaren Maserati mellan 1959 och 1961.

## Bakgrund
Maserati 3500GT hade blivit en stor framgång och försäljningen drog in välbehövliga pengar till det krisdrabbade företaget. Maserati beslutade att använda medlen till att ta fram en ny sportvagn. Resurserna räckte inte till att återuppta tävlingsverksamheten i eget namn och bilarna såldes till privatkunder, främst i USA.

## Utveckling

### Tipo 60
Tipo 60 ärvde mycket av mekaniken från äldre Maserati-bilar. Hjulupphängningarna kom från formel 1-bilen 250F och motorn hämtades från sportvagnen 200S. Den stora nyheten var chassit som bestod av drygt 200 tunna, sammansvetsade rör. Lösningen var lätt och samtidigt vridstyv. Rörkonstruktionen syntes tydligt under den flacka vindrutan och gav upphov till bilens smeknamn Birdcage (fågelbur). Motorns placering mellan framaxeln och föraren (en lösning som är populär även hos dagens sportbilar) gav bilen en utmärkt viktfördelning. Motorn monterades i 45° lutning för att ge en låg motorhuv och liten frontarea, för att minska luftmotståndet. Bilen debuterade med tvålitersmotorn i juli 1959.

### Tipo 61
För den amerikanska marknaden tog Maserati fram Tipo 61, med en större trelitersmotor. Bilen blev även framgångsrik i sportvagns-VM.

## Tekniska data
| Tekniska data           | Tipo 60                                          | Tipo 61                                          |
| ----------------------- | ------------------------------------------------ | ------------------------------------------------ |
| Motor:                  | Frontmonterad 4-cylindrig radmotor               | Frontmonterad 4-cylindrig radmotor               |
| Cylindervolym:          | 1990 cm³                                         | 2890 cm³                                         |
| Borrning x slaglängd:   | 93,8 x 72,0 mm                                   | 100,0 x 92,0 mm                                  |
| Max effekt vid varvtal: | 200 hk vid 7 800 v/min                           | 280 hk vid 6 800 v/min                           |
| Ventilstyrning:         | 2 överliggande kamaxlar, 2 ventiler per cylinder | 2 överliggande kamaxlar, 2 ventiler per cylinder |
| Kompression:            | 9,8:1                                            | 9,8:1                                            |
| Förgasare:              | 2 Weber 45DCO3                                   | 2 Weber 48DCO3                                   |
| Växellåda:              | 5-växlad manuell, transaxel                      | 5-växlad manuell, transaxel                      |
| Hjulupphängning fram:   | Dubbla tvärlänkar, skruvfjädrar                  | Dubbla tvärlänkar, skruvfjädrar                  |
| Hjulupphängning bak:    | De Dion-axel, tvärliggande bladfjädrar           | De Dion-axel, tvärliggande bladfjädrar           |
| Bromsar:                | Hydrauliska skivbromsar                          | Hydrauliska skivbromsar                          |
| Chassi & kaross:        | Fackverksram med aluminiumkaross                 | Fackverksram med aluminiumkaross                 |
| Hjulbas:                | 220 cm                                           | 220 cm                                           |
| Torrvikt:               | 570 kg                                           | 600 kg                                           |
| Toppfart:               | 270 km/h                                         | 285 km/h                                         |

## Tävlingsresultat
Stirling Moss tog första segern med Tipo 60 på Rouenbanan 1959. Bilen var populär på hemmamarknaden och tävlade i italienska mästerskapet till mitten av sextiotalet.
Tipo 61 blev mycket populär i amerikansk racing och vann SCCA-mästerskapet 1960 och 1961. Bilen tävlade även i sportvagns-VM, där Moss och Dan Gurney vann Nürburgring 1000 km 1960. Masten Gregory och Lloyd Casner upprepade bedriften året därpå.

## Tillverkning
| Modell  | Antal |
| ------- | ----- |
| Tipo 60 | 6     |
| Tipo 61 | 16    |